# Bagossy Júlia
Bagossy Júlia (Budapest, 1998. június 7. –)[forrás?] magyar rendező, író. Édesapja Bagossy László rendező, testvére Bagossy Bálint rendező, nagybátyja Bagossy Levente díszlettervező.[forrás?]

## Pályája
2017-ben érettségizett a budapesti ELTE Trefort Ágoston Gimnáziumban. 2019-ben felvételt nyert a Színház- és Filmművészeti Egyetem zenés szakirányú színházrendező szakára, Ascher Tamás és Forgács Péter osztályába. Ugyanebben az évben saját drámája díjat nyert a Budapest Bábszínház pályázatán. A 2020-as egyetemét érintő tiltakozássorozat szervezője, egyetemfoglaló. 2021-ben közel 200 hallgatótársával együtt kiiratkozott az intézményből. Ez évtől osztályával együtt a salzburgi Mozarteum hallgatója. 2021–2022-ben a Friedrich-Ebert-Stiftung ösztöndíjasa.[forrás?]
2022–2024 között a Madaras zenekarban játszott mint dalszerző, énekes. Két kislemezük jelent meg, a Madaras és a Pirkadat. Színházi munkái mellett rendszeresen ír és rendez kisjátékfilmeket. Első rövidfilmjét (A kutyák nem esznek füvet) Mumbai-ben, Rigában és több magyar fesztiválon vetítették. A Friss Hús Budapest Nemzetközi Rövidfilmfesztiválon elnyerte a legjobb 30 év alatti rendezőnek járó díjat, az egri Slow Film Fesztiválon a legjobb narratív kisfilmnek járó díjat.
2022 óta a budapesti Katona József Színház ifjúsági programjában vezet foglalkozásokat kamaszoknak és fiatal felnőtteknek.

## Színházi rendezései
- 2022. Hová tűnt Odüsszeusz? beavatószínházi előadás (Pinceszínház)
- 2022. Az üvegbura (Trafó – Kortárs Művészetek Háza)[4]
- 2022. Médeia (Katona József Színház)
- 2023. Sirály (Pinceszínház)
- 2024. Sorstalanság (Katona József Színház)
- 2024. Az utolsó férfi (Trafó – Kortárs Művészetek Háza)
- 2024. A Halál kilovagolt Perzsiából (Katona József Színház)
- 2025. Lassan (Lóvasút)

## Filmjei
- A kutyák nem esznek füvet (rövidfilm, 2022)
- Öcsi (rövidfilm, 2021)[5]

## Díjai
- A legjobb harminc év alatti rendező díja (Friss Hús 2022 – A kutyák nem esznek füvet)
- Legjobb narratív kisfilm (Slow Film Fesztivál, Eger, 2023 – A kutyák nem esznek füvet)